# 帕斯特里斯
帕斯特里斯，是西班牙阿拉贡自治区萨拉戈萨省的一个市镇。 总面积17平方公里，总人口1083人（2001年），人口密度64人/平方公里。